# Jonica T. Gibbs

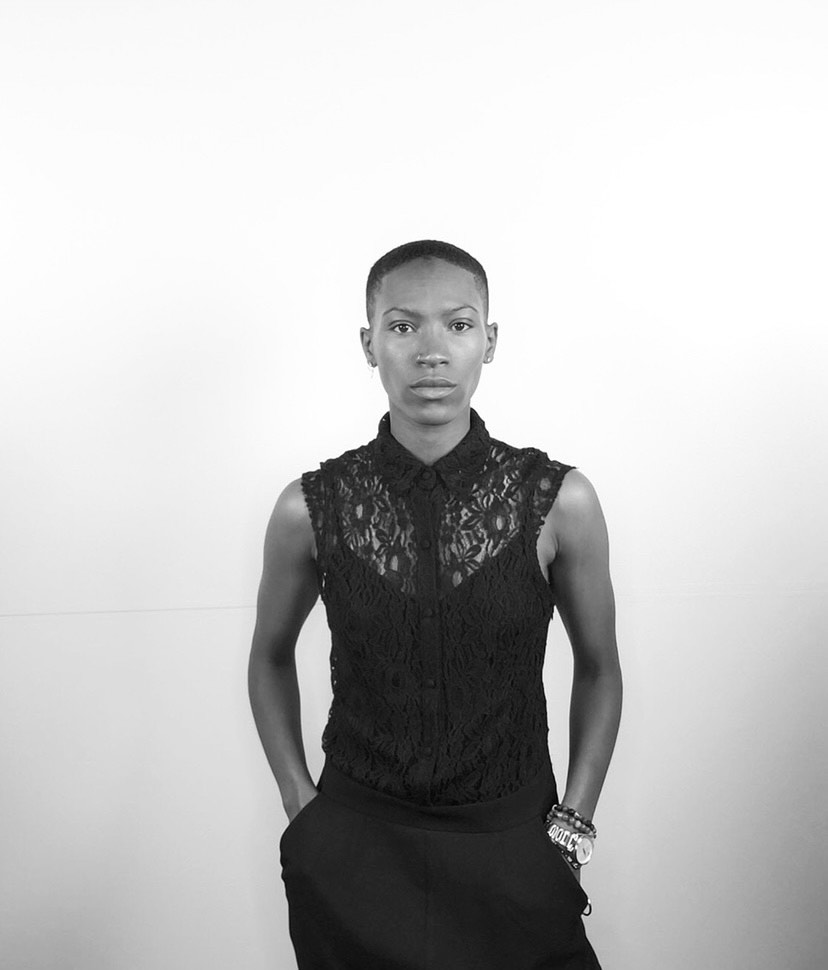
Jonica T. Gibbs

Jonica T. Gibbs ist eine US-amerikanische Fernsehproduzentin, Komikerin und Schauspielerin, die bekannt ist für Fresh.

## Leben
Jonica T. Gibbs wurde in Gaffney, im US-Bundesstaat South Carolina geboren. Sie wuchs bei ihren Urgroßeltern in Hampstead, North Carolina auf. Sie erhielt ihren Bachelor-Abschluss in Journalismus von der University of North Carolina in Chapel Hill. Negative Erfahrungen mit Fakultätsmitgliedern hielten sie davon ab, Journalismus zu verfolgen. Nach ihrem Abschluss arbeitete sie in verschiedenen Jobs, unter anderem als Aushilfslehrerin, und spielte in Studentenfilmen an der SCAD mit.
2015 ging sie nach Los Angeles, um die Schauspielerei professionell zu verfolgen, ein Jahr nachdem sie mit Stand-up-Comedy begonnen hatte. Sie und ihre enge Freundin Rashonda Joplin gründeten eine Produktionsfirma und entwickelten die Webserie No More Comics in LA. Sie drehten und finanzierten zwei Episoden und starteten eine Crowdfunding-Kampagne, um Geld für die restlichen acht Episoden zu sammeln. Um die Kampagne zu vermarkten, nahmen sie Kontakt zu mehreren schwarzen Fernsehkreativen auf, darunter Lena Waithe.
Waithe lud Gibbs zu einem Vorsprechen für Twenties ein, was ihr erstes Vorsprechen war. Gibbs wurde für die Hauptrolle als Hattie gecastet, eine pleite, queere, aufstrebende Fernsehautorin, die lose auf Waithes Erfahrungen basiert. Gibbs hat über die Bedeutung gesprochen, eine der wenigen maskulinen Lesben in den amerikanischen Medien zu spielen.
2017 war Gibbs der Fernsehserie Bro/Science/Life: The Series erstmals im Fernsehen zu sehen. In der Webserie Seven Bucks Digital Studios hatte sie 2017 erstmals eine wiederkehrende Rolle. 2020 hatte sie ihre erste Filmrolle in The Left Right Game. 2020 bis 2021 erhielt Gibbs in der Fernsehserie Twenties eine wiederkehrende Rolle.
Gibbs ist offen lesbisch. Gegenüber ihre Mutter outete sie sich mit 19 Jahren, nachdem sie die Folge I'm Coming Out der Dokumentarfilmreihe True Life gesehen hatte.

## Filmografie
- 2017: Bro/Science/Life: The Series (Fernsehserie)
- 2017: Seven Bucks Digital Studios (Webserie, 3 Folgen)
- 2019–2020: Good Trouble (Fernsehserie, 4 Folgen)
- 2020: The Left Right Game (Sprechrolle)
- 2020–2021: Twenties (Fernsehserie, 18 Folgen)
- 2021: Electric Easy
- 2022: Fresh
- 2022: Weihnachtsgeschenke von Tiffany (Something from Tiffany's)
- 2023: Past Lives – In einem anderen Leben (Past Lives)
- 2023: Cora Bora
- 2023: Dogman
- 2024: Civil War